# Leo McCarey
Thomas Leo McCarey (ur. 3 października 1898 w Los Angeles, zm. 5 lipca 1969 w Santa Monica) – amerykański reżyser, scenarzysta i producent filmowy.

## Osiągnięcia
Zrealizował jako reżyser łącznie 108 filmów, głównie komedii. Laureat dwóch Oscarów dla najlepszego reżysera za filmy Naga prawda (1937) oraz Idąc moją drogą (1944) oraz jednego Oscara za najlepszy oryginalny scenariusz za Idąc moją drogą. W 1946 otrzymał nominację do tej nagrody za reżyserię filmu Dzwony Najświętszej Marii Panny (1945).

## Wybrana filmografia
- Society Secrets (1921)
- Wielki biznes (1929); The Sophomore (1929); Red Hot Rhythm (1929); Freed 'em and Weep (1929)
- Wild Company (1930); Let's Go Native (1930); Part Time Wife (1930)
- Indiscreet (1931)
- Urwis z Hiszpanii (1932)
- Kacza zupa (1933)
- Six of a Kind (1934); Piękność lat dziewięćdziesiątych (1934)
- Arcylokaj (1935)
- Mleczna droga (1936)
- Naga prawda (1937); Make Way for Tomorrow (1937)
- Ukochany (1939)
- Pewnego razu podczas miodowego miesiąca (1942)
- Idąc moją drogą (1944)
- Dzwony Najświętszej Marii Panny (1945)
- Szczęśliwa miłość (1948)
- Mój syn John (1952)
- Niezapomniany romans (1957)
- Awantura w Putman’s Landing (1958)
- Diabeł nigdy nie śpi (1962)